# Cryptophagus varus
Cryptophagus varus är en skalbaggsart som beskrevs av Woodroffe och Walter P. Coombs, Jr.. Cryptophagus varus ingår i släktet Cryptophagus och familjen fuktbaggar. Inga underarter finns listade i Catalogue of Life.